# Landtagswahlkreis Münster III – Coesfeld III
Der Landtagswahlkreis Münster III – Coesfeld III ist ein Landtagswahlkreis in Nordrhein-Westfalen.
Sein Gebiet umfasst folgende Kommunalwahlbezirke der kreisfreien Stadt Münster: 
- 01 Altstadt
- 02 Schloss
- 11 Geist/Pluggendorf
- 12 Aaseestadt
- 13 Düesberg
- 27 Albachten
- 28 Mecklenbeck
- 29 Roxel
- 30 Sentrup

Ferner gehören die Gemeinden Havixbeck und Nottuln des Kreises Coesfeld zum Wahlkreis.

## Geschichte
Der Wahlkreis wurde zur Landtagswahl 2022 neu errichtet, mit der die Stadt Münster einen dritten Wahlkreis erhielt. Folgende Gebiete kamen zum neuen Wahlkreis:
- aus dem Landtagswahlkreis Münster I: die Kommunalwahlbezirke 01, 02 und 30
- aus dem Landtagswahlkreis Münster II: die Kommunalwahlbezirke 11, 12, 13, 27, 28 und 29
- aus dem Landtagswahlkreis Coesfeld I – Borken III: die Gemeinde Havixbeck
- aus dem Landtagswahlkreis Coesfeld II: die Gemeinde Nottuln

## Landtagswahl 2022
Wahlberechtigt waren 90.418 Einwohner, die Wahlbeteiligung betrug 68,5 Prozent.
| Direktkandidat      | Partei     | Erststimmen in % | Zweitstimmen in % |
| ------------------- | ---------- | ---------------- | ----------------- |
| Julian Allendorf    | CDU        | 34,5             | 33,3              |
| Thomas Kollmann     | SPD        | 18,9             | 20,0              |
| Linda Belau         | FDP        | 4,9              | 6,2               |
| Ralf Pöhling        | AfD        | 2,1              | 2,1               |
| Dorothea Deppermann | GRÜNE      | 34,7             | 30,5              |
| Joshua Strack       | LINKE      | 2,3              | 2,3               |
| Ulrich Hill         | Die PARTEI | 1,6              | 0,9               |
| Torsten Stölting    | Volt       | 1,0              | 1,5               |
| –                   | Sonstige   | –                | 3,2               |